# ビスマルク号を撃沈せよ!
『ビスマルク号を撃沈せよ!』（ビスマルクごうをげきちんせよ、原題：Sink the Bismarck!）は、C・S・フォレスターの著書『決断 - ビスマルク号最後の9日間（The Last Nine Days of the Bismarck）』を原作とする1960年のイギリス・アメリカ合衆国合作のモノクロの戦争映画。
第二次世界大戦における有名なドイツ戦艦ビスマルクを発見し、撃沈したイギリス海軍の実話に基づく。主演はケネス・モアとダナ・ウィンター、監督はルイス・ギルバート。ジョニー・ホートンの歌「ビスマルク号を撃沈せよ（"Sink the Bismarck"）」はこの映画に着想を得て作られた。映画は、製作時の1960年には知られていなかったいくつかの歴史的誤謬を含んでいる。

## あらすじ
映画は1939年、ドイツ海軍最大最強の戦艦「ビスマルク」が進水しようとしている実際の映像で開始される。ハンブルクで行われた盛大な式典にはアドルフ・ヒトラーも出席していた。まもなく完成する巨大な船体の進水は、ドイツの海軍力の新しい時代の始まりとみなされた。
2年後の1941年、イギリスがドイツとの戦いを継続するために必要不可欠である船団輸送ルートは、Uボートや水上艦の通商破壊戦によって危機に瀕していた。5月、イギリス情報部はビスマルクと重巡洋艦「プリンツ・オイゲン」が新たな通商破壊戦のために北大西洋に進出しようとしている情報をつかむ。ビスマルクを捕捉する任務を与えられた作戦部長ジョン・シェパード大佐は、妻をドイツの空襲で失い、またギュンター・リュッチェンス提督の率いるドイツ艦隊に自らの艦を沈められたことに深く傷つき、強い敵意を抱いていた。新しい任務に就いてすぐシェパードはビスマルクに座乗している指揮官がリュッチェンスであることを知った。ナチス・ドイツ海軍との戦いの経験と、リュッチェンスの思考方法への理解から、シェパードはビスマルクの行動を予測することができた。シェパードは当初自らの部下に厳しく当たるが、やがて助手である婦人部隊士官のアン・デイヴィスの冷静さと対ビスマルク作戦遂行の能力を信頼するようになった。
一方ビスマルク艦上のリュッチェンスも、シェパードと同じく、強い敵意を相手に対して抱いていた。ドイツが第一次世界大戦に負けた後、リュッチェンスは自らの努力が報われていないと感じており、忘れられた存在となっていると考えていた。そして自らの不遇とドイツ国家のそれを関連づけて考えていた。リュッチェンスは部下であるビスマルク艦長のエルンスト・リンデマンに、この戦争が終わった時には彼とリンデマン、そしてドイツの名が偉大なものとして記憶されるだろうと言うのだった。
この映画は、デンマーク海峡におけるドイツ艦隊とイギリス艦隊の戦闘とそこにおけるイギリスの巡洋戦艦「フッド」の轟沈、その後のビスマルク追撃戦、そしてビスマルクがついに数隻のイギリス軍艦に沈められるまでの経緯を描く。リュッチェンスは自らの絶望的な状況を認めようとせず、砲弾が彼を吹き飛ばす直前まで、ドイツの軍隊が救出にやってくるという妄想をリンデマンに主張する。
ビスマルクを沈めた後、シェパードは一連の経験によってようやく感情を取り戻し、生き返ったようだった。彼とデイヴィスは（任務の範囲内ではあるが）親しい言葉を交わすようになり、シェパードは彼女に個人秘書になってくれるよう頼むのだった。地下作戦室を出る時、シェパードはデイヴィスを夕食に誘う。そしてビスマルクの標識を海図テーブルから拾うとそれを記念品にする。地上に出た時、シェパードとデイヴィスは今が夜でなく朝であることに気づく。二人とも1週間の大部分を作戦司令室にいたため時刻がわからなくなっていたのだ。二人は朝食をとるため歩いてゆく。

## キャスト
| 役名                                             | 俳優                   | 日本語吹き替え | 日本語吹き替え |
| 役名                                             | 俳優                   | NET版          | フジテレビ版   |
| ------------------------------------------------ | ---------------------- | -------------- | -------------- |
| ジョナサン・シェパード大佐                       | ケネス・モア           | 田口計         | 田口計         |
| エルンスト・リンデマン（ビスマルク艦長）         | カール・メーナー       | 村越伊知郎     | 村越伊知郎     |
| アン・デイヴィス婦人部隊士官                     | ダナ・ウィンター       | 渡辺典子       | 小谷野美智子   |
| 第一海軍卿（軍令部長） サー・ダドリー・パウンド  | ローレンス・ネイスミス |                |                |
| ギュンター・リュッチェンス提督                   | カレル・ステパネク     |                |                |
| リチャーズ中佐                                   | モーリス・デナム       |                |                |
| アーク・ロイヤル艦長                             | マーク・ディナム       |                |                |
| バニスター大佐                                   | マイケル・ゴドリフ     |                |                |
| キング・ジョージ5世艦長                          | ジャック・グウィリム   |                |                |
| ジョン・リーチ（プリンス・オブ・ウェールズ艦長） | エズモンド・ナイト     |                |                |
| エドワード・R・マロー（アナウンサー）            | 本人                   |                |                |
| ジョン・トーヴィー提督（本国艦隊司令長官）       | マイケル・ホーダーン   |                |                |

- NET版：初回放送1969年4月19日『土曜映画劇場』
- フジテレビ版：初回放送1975年3月28日『ゴールデン洋画劇場』

※なお、ビスマルクを始め戦艦の艦橋や甲板上、艦内のシーンの撮影は当時イギリス海軍唯一の戦艦だった「ヴァンガード」で行われた。ヴァンガードは「ビスマルク」としても”出演”している。また、ビスマルク追撃戦に参加した空母「アーク・ロイヤル」「ヴィクトリアス」として、セントー級空母「セントー」に加えて当時まだ現役だった「ヴィクトリアス」が”出演”し、艦橋や航空機搭乗員のブリーフィングルームの撮影や、レストアされたソードフィッシュ艦上攻撃機の発艦に使用されている。

## 史実との相違
- ドイツの艦隊司令官リュッチェンス提督は、映画では自信過剰で、復讐心に燃え、自己中心的で、第一次世界大戦後の自分とドイツの不遇に憤っている熱烈なナチでヒトラー信奉者として描かれている。しかしこの性格設定は全くの架空であり、リュッチェンスを映画の上の憎まれ役とするためのものであって、実際のリュッチェンスはこの性格設定とは対照的な人物であった。リュッチェンスはビスマルクの任務の達成について悲観的で、またナチスがユダヤ人に対して行った犯罪行為である「水晶の夜」について、その非人道性を公式に抗議した3人の海軍上級士官の一人だった[3]。また、ヒトラーを前にしてもナチ式敬礼を決して行わず、帝政時代の海軍式敬礼を貫き通していた。
- ビスマルク艦上での出来事にも誤りがある。映画ではリュッチェンスがエルンスト・リンデマン艦長にフッドおよびプリンス・オブ・ウェールズへの発砲を命令するが、実際は、リュッチェンスはリンデマンにフッドとの交戦を回避するよう命令している。フッドとプリンス・オブ・ウェールズへの発砲は、リンデマンがリュッチェンスの命令を拒否して自ら命じたものである[4]。
- 戦闘の初期段階のフッドとプリンス・オブ・ウェールズの動きを誤って描いているのも重要な点である。映画ではフッドに、そしておそらくプリンス・オブ・ウェールズにも、ドイツ艦に全砲を発砲できるように回頭の命令が下されているが、実際は、イギリス戦隊はまずドイツ戦隊との距離を詰めようとしており、ビスマルクが全火力を向けてくるのに対し、前部砲塔のみで対応し、砲の数の優位性を損ねていた。回頭してすべての砲をビスマルクに向けるようになったのはフッドの爆発の直前であり、時すでに遅かった。この戦術にはしばしば異議が唱えられ、敗北の理由として挙げられているが、映画では簡単に回避されてしまっている。
- フッドの轟沈の場面は、当時詳細な調査が行われていなかったということもあり、艦全体が爆発したのち姿を消す、という描写となっている。実際には、大爆発を起こしたフッドは船体が2つに割れ、艦尾が沈没した後、艦首が上を向いて約8分で沈没していった。
- 映画にはリュッチェンスがブレストでの修復後のビスマルクの行動について考えを述べる場面が登場する。彼はブレストにいる2隻の巡洋戦艦（「シャルンホルスト」と「グナイゼナウ」）が修理後のビスマルクと一緒に行動する可能性を（巧妙な策として）考える。しかし、ビスマルクがブレストに着いた後、大西洋で連合国の輸送船団を襲撃するために2隻の巡洋戦艦を伴って出撃する、という計画の可能性はあったにしろ、ここでそのような議論がされたという証拠はない。ただ、この考えはリュッチェンスの独創というものではなく、既にビスマルク出撃の前にドイツ海軍軍令部で検討されていたが、空襲で受けた損害により2隻が長期間の修理を必要としたため、破棄されたものである。
- イギリス駆逐艦部隊との戦闘に関しても誤りがある。映画ではイギリス駆逐艦ソレントがビスマルクに撃破される前に魚雷を発射し3発が命中したとしているが、これは事実ではない。そもそも「ソレント」という名の駆逐艦は存在しない。この一連の戦闘でイギリス海軍が駆逐艦を失ったのは事実だが、それは5月28日、駆逐艦マショーナがドイツ空軍によって撃沈されただけである[5]。ビスマルクを攻撃した駆逐艦はコサック、マオリ、シーク、ズールーの4隻だった。
- イギリス海軍の魚雷攻撃は実際には失敗し、命中しなかったが、逆にビスマルクの方はイギリス駆逐艦に若干の損害を負わせている。ズールーの前部に砲弾が落下し、不発だったもののその破片によって火器管制を行っていた海軍中尉の手を切断した。コサックは弾片により無線アンテナが切損した[6]。
- 映画では、ソードフィッシュ複葉雷撃機の数機が攻撃のときに撃ち落とされているが、実際の攻撃ではビスマルクの対空砲火で撃墜された機はなかった。空母ヴィクトリアスの所属機のうち2機が未帰還となったが3名の乗員はゴムボートに乗っていたところを救助された[7]。
- ビスマルクが沈んだ直後に発生した、多くの論争を呼んだ事実についても映画は描写していない。巡洋艦ドーセットシャーはビスマルクの生存者の救助に当たっていたが、わずか110人を救い出しただけで発進した。ドーセットシャーの艦長らは同水域でドイツのUボートが行動していると判断し、救助を切り上げて出発したのである。何百人ものドイツ兵士が取り残され、死亡した。
- ビスマルクの外見についてもわずかな誤りがある。ノルウェーのクリスチャンサンのスパイが目撃したビスマルクは、ノルウェー水域に着いたとき迷彩塗装をしていないが、実際にはクリスチャンサン到着の際にはビスマルクは側面にストライプ状の迷彩を施しており、再び海に出るまでのわずかな間にそれを取り除いている。
- フッドおよびプリンス・オブ・ウェールズとの交戦によって受けた重大な損害によって、ビスマルクの艦首部には浸水が発生し、艦首は水面ぎりぎりまで低下していた。しかし映画では戦闘中も戦闘後も同じレベルを保っている。
- 映画ではビスマルクが右舷へ、フッドが左舷へ発砲しているが、実際は逆であった。

## 参照
- Sink the Bismarck A&E documentary